# Лобелия Дортмана
Лобе́лия До́ртмана (лат. Lobelia dortmanna) — редкое прибрежно-водное растение рода Лобелия семейства Колокольчиковые (Campanulaceae), занесённое в Красные книги России и Белоруссии. Известна в Западной Европе под названием водная лобелия (англ. water lobelia, нем. Wasser-Lobelie)

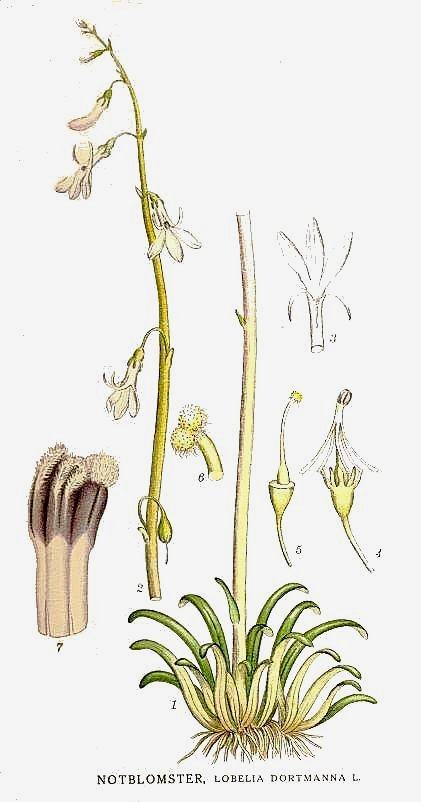

## Ботаническое описание
Травянистое растение. Корневая система мочковатая, сильно развитая. Листья линейные, длиной до 7,5 см, собраны в прикорневую розетку, находящуюся под водой. Цветоносные стебли безлистные либо покрыты многочисленными мелкими чешуйками, выступают над водой во время цветения и плодоношения.
Цветки колокольчатой формы, бело-голубые, реже белые или пурпурные, собраны в рыхлую однобокую кисть на верхушке стебля, либо сидят поодиночке в пазухах листьев.
Цветёт в конце июля — начале августа, плодоносит в августе. Плод — сухая продолговатая коробочка, раскрывается двумя створками. Семена мелкие, удлинённо-бугристые, распространяются ветром.

## Распространение и экология
Ареал охватывает Северную, Среднюю и Восточную Европу, а также Северную Америку. Реликтовый вид. Везде редка.
Растёт в прибрежных зонах пресноводных водоёмов на чистом песчаном дне на глубине 60—80 см. Встречается поодиночке либо небольшими группами; скоплений не образует. Является индикатором чистоты воды. Можно предположить, что возможное изменение уровня озёр представляет для неё значительную опасность. Другой лимитирующий фактор — загрязнение водоёмов.

## Охранный статус
Вид Лобелия Дортмана занесён в Красные книги России и многих регионов европейской части России, а также в Красную книгу Белоруссии.

## Классификация

### Таксономическое положение
- Lobelia dortmanna L., 1753, Sp. Pl. : 929

Вид Лобелия Дортмана относится к роду Лобелия (Lobelia) семейства Колокольчиковые (Campanulaceae) порядка Астроцветные (Asterales), последовательно входящего в клады Ламииды → Астериды → Суперастериды → Эвдикоты → Цветковые растения. Таксономическая схема в соответствии с Системой APG IV по состоянию на декабрь 2023 года:
|  |                          |  |                                   |                                   |                           |  | еще 10 семейств | еще 10 семейств |                      |  |  |  | еще 442 подтвержденных вида и 76 таксонов, ожидающих подтверждения |
|  |                          |  |                                   |                                   |                           |  | еще 10 семейств | еще 10 семейств |                      |  |  |  | еще 442 подтвержденных вида и 76 таксонов, ожидающих подтверждения |
|  |                          |  |                                   | порядок Астроцветные              |                           |  |                 |                 | род Лобелия          |  |  |  |                                                                    |
|  |                          |  |                                   | порядок Астроцветные              |                           |  |                 |                 | род Лобелия          |  |  |  |                                                                    |
|  | клада Цветковые растения |  |                                   |                                   | семейство Колокольчиковые |  |                 |                 | вид Лобелия Дортмана |  |  |  |                                                                    |
|  | клада Цветковые растения |  |                                   |                                   | семейство Колокольчиковые |  |                 |                 |                      |  |  |  |                                                                    |
|  |                          |  | ещё 63 порядка цветковых растений | ещё 63 порядка цветковых растений |                           |  |                 | еще 88 родов    | еще 88 родов         |  |  |  |                                                                    |
|  |                          |  |                                   | ещё 63 порядка цветковых растений |                           |  |                 |                 | еще 88 родов         |  |  |  |                                                                    |